# Magyaria breviseta
Magyaria breviseta är en kvalsterart som beskrevs av Sandór Mahunka 1978. Magyaria breviseta ingår i släktet Magyaria och familjen Haplozetidae. Inga underarter finns listade i Catalogue of Life.